# Karl Vögele AG
Die Karl Vögele AG mit Sitz in Uznach ist ein in Liquidation befindliches Schweizer Schuhdetailhandelsunternehmen. Unter den Namen Vögele Shoes, Bingo Shoe Discount und MAX Shoes vertrieb das Unternehmen in der Schweiz ein vielfältiges Schuhsortiment über das Filialnetz, den eigenen Online-Shop sowie auf Galaxus. 

## Geschichte
Seine Wurzeln hat das Unternehmen in der 1922 von Karl Vögele in Uznach eröffneten Schuhmacherei. Vögele weitete das Angebot 1955 auf den Schuhversandhandel aus. 1956 eröffnete er das erste Schuhmode-Geschäft in Chur. Die Gründung der Karl Vögele AG erfolgte 1960 durch den Eintritt des Sohnes Max Vögele.
Die Karl Vögele AG war bis 2018 ein eigenständiges Familienunternehmen, in Form einer Aktiengesellschaft und beschäftigte rund 1'700 Mitarbeiter. Zum Filialnetz gehörten zur Blütezeit rund 300 Standorte. An der Spitze des Unternehmens standen Adrian Grossholz als Geschäftsführer und Max Manuel Vögele, Enkel von Karl Vögele, als Verwaltungsratspräsident. Aktionäre waren die Geschwister Max Manuel Vögele, Alexander Vögele, Patricia Vögele, Paul Vögele und Hans-Peter Vögele.
Im Jahr 2015 verkaufte das Unternehmen seine Anteile an der im Jahr 1965 gegründeten österreichischen Tochter an die LMC Schuhe Österreich GmbH mit Sitz in Berlin. Im Juni 2018 erwarb die polnische Handelsgruppe CCC die Mehrheit an der Karl Vögele AG; während die meisten Vögele-Erben ihre Anteile am Unternehmen verkauften, stockte Max Manuel Vögele seinen Anteil von 10 % auf 30 % auf. Mitte 2019 verliess Adrian Grossholz das Unternehmen, an seine Stelle trat Geschäftsleitungsmitglied und Finanzchef Max Bertschinger.
Im Juli 2019 wurde die Verlagerung der gesamten Logistik bis März 2020 nach Polen angekündigt, mit der weitgehenden Schliessung des Logistikzentrums in Uznach und dem Abbau von 60 bis 80 Arbeitsplätzen. In diesem Zusammenhang wurde die Kauffunktionalität des Onlineshops per 23. September 2019 eingestellt, und nach einem kurzen Unterbruch wieder zur Verfügung gestellt. Zwischenzeitlich hatte das Unternehmen noch rund 160 Filialen. Das Ausscheiden von Max Manuel Vögele aus dem Verwaltungsrat wurde im Mai 2020 ausschliesslich im Handelsregister vermerkt. Im Herbst 2020 entschied Vögele, aufgrund der COVID-19-Pandemie und der verstärkten Konkurrenz des Online-Handels weitere ungefähr 60 dieser 160 Filialen zu schliessen.
Im Juni 2021 gab die CCC-Gruppe den Verkauf des auf 116 Filialen geschrumpften Unternehmens an die in Hannover ansässige cm.Shoes und den Finanzinvestor GA Europe bekannt, da sie sich aus dem stationären Schuhhandel in der Schweiz zurückziehen wolle. Zudem wurde die Schliessung weiterer 36 Filialen beabsichtigt. Anfang Oktober 2021 trat Timm Jacob in die Geschäftsleitung ein und übernahm die Leitung des Ressorts Einkauf und Marketing. Als weiterer Zugang in der Geschäftsleitung übernahm Andreas Kaczmarczyk Anfang 2022 die Leitung des Ressorts Vertrieb. Ende März 2022 wurde publik, dass der bisherige Geschäftsführer und Finanzchef Max Bertschinger, dass Unternehmen nach 22 Jahren per Mitte 2022 verlässt.
Mitte Juni 2022 wurde die provisorische Nachlassstundung beantragt, die vom Kreisgericht See-Gaster für vier Monate bis Mitte Oktober 2022 gewährt wurde. In diversen Medien kursierten seit dem ersten Halbjahr 2022 wiederholt Meldungen über Filialschliessungen aufgrund Mietzinsstreitigkeiten und unbezahlter Mieten. Von dazumal 93 Filialen des Unternehmens wurden Anfang Oktober 2022 noch 45 Filialen als geöffnet aufgeführt.
Mit Publikation im Schweizerischen Handelsamtsblatt (SHAB) vom 14. Oktober wurde die definitive Nachlassstundung für weitere vier Monate bis zum 13. Februar 2023 genehmigt, womit unter anderem die Ladeneinrichtungen vom Sachwalter verwertet werden dürfen. Im Rahmen der Sanierungsmassnahmen wurden 51 Filialen geschlossen und 235 Stellen gestrichen; die 28 noch geöffneten Filialen dienen dem Liquidationverkauf mit dem Ziel die Eröffnung des Konkursverfahrens abzuwenden. Ende November 2022 wurde bekannt, dass die Filialen per Ende Jahr geschlossen werden. Im Januar 2023 schlossen die letzten Filialen. Verwaltungsrat Christian Müller ist auch an der Reno Schuhcentrum GmbH beteiligt, welche Ende März 2023 Insolvenz anmelden musste.

## Sonstiges
Die Karl Vögele AG ist ein eigenständiges Unternehmen und ist nicht mit der vom Bruder von Max Vögele gegründeten Charles Vögele Holding AG zu verwechseln.